# My Head Is an Animal
My Head Is an Animal là album phòng thu đầu tay của ban nhạc Dân ca Iceland Of Monsters and Men, album được phát hành bởi hãng Record Records ở Iceland vào ngày 20 tháng 9 năm 2011. Sau thành công của album với đĩa đơn đầu tay "Little Talks" giành vị trí quán quân tại bảng xếp hạng Iceland, ban nhạc ký hợp đồng với Universal Music Group để phát hành sản phẩm ở thị trường Bắc Mỹ thông qua Republic Records vào ngày 3 tháng 4 năm 2012. Tiêu đề của album xuất phát từ câu hát thứ hai trong ca khúc "Dirty Paws".

## Phát hành và quảng bá

### Single
"Little Talks" được phát hành làm đĩa đơn đầu tay của ban nhạc, và đĩa đơn chính của My Head Is an Animal vào ngày 20 tháng 12 năm 2011, sau khi nó được phát hành làm đĩa đơn quảng cáo cho các đài phát thanh tại Mỹ và châu Âu vào tháng 7 năm 2011. Đĩa đơn giúp ban nhạc nổi tiếng trên toàn quốc ở Mỹ, và án được khoảng 1 triệu bản cho đến nay. Sự thành công của đĩa đơn ở Mỹ giúp ban nhạc ký hợp đồng với Universal Music Group, và đĩa đơn, cùng với một phiên bản sửa đổi của My Head Is an Animal đã được phát hành tại Bắc Mỹ vào ngày 3 tháng 4 năm 2012. Video âm nhạc cho bài hát ra mắt trong năm 2012.
"Dirty Paws" được chọn là đĩa đơn thứ hai của My Head Is an Animal ở Anh và Iceland. Nó được phát hành vào ngày 12 tháng 4 năm 2012 và nằm trong album tái phát hành ở châu Âu. Đĩa đơn quảng bá được phát hành sau đó vào tháng 6.
"Six Weeks" đã được phát hành làm đĩa đơn quảng bá cho album ở Anh và Iceland. Nó được phát hành dưới dạng tải kỹ thuật số vào ngày 27 tháng 8 năm 2012.
"Mountain Sound" được phát hành tại Mỹ làm đĩa đơn thứ hai của album, và thứ tư nếu tính tất cả. Một đoạn video âm nhạc cùng với đĩa đơn được phát hành vào ngày 24.

## Danh sách bài hát
| Original Iceland release | Original Iceland release                                                 | Original Iceland release                                                                       | Original Iceland release |
| STT                      | Nhan đề                                                                  | Sáng tác                                                                                       | Thời lượng               |
| ------------------------ | ------------------------------------------------------------------------ | ---------------------------------------------------------------------------------------------- | ------------------------ |
| 1.                       | "Dirty Paws"                                                             | Nanna Bryndís Hilmarsdóttir, Ragnar Þórhallsson                                                | 4:26                     |
| 2.                       | "King and Lionheart"                                                     | Nanna Bryndís Hilmarsdóttir                                                                    | 4:35                     |
| 3.                       | "Numb Bears"                                                             | Ragnar Þórhallsson, Arnar Rósenkranz Hilmarsson                                                | 2:45                     |
| 4.                       | "Sloom"                                                                  | Nanna Bryndís Hilmarsdóttir, Ragnar Þórhallsson, Arnar Rósenkranz Hilmarsson                   | 4:42                     |
| 5.                       | "Little Talks"                                                           | Nanna Bryndís Hilmarsdóttir, Ragnar Þórhallsson                                                | 4:24                     |
| 6.                       | "From Finner"                                                            | Nanna Bryndís Hilmarsdóttir, Ragnar Þórhallsson, Arnar Rósenkranz Hilmarsson, Brynjar Leifsson | 3:41                     |
| 7.                       | "Six Weeks"                                                              | Ragnar Þórhallsson, Arnar Rósenkranz Hilmarsson                                                | 5:32                     |
| 8.                       | "Love Love Love"                                                         | Nanna Bryndís Hilmarsdóttir                                                                    | 4:02                     |
| 9.                       | "Your Bones"                                                             | Þórhallsson                                                                                    | 4:07                     |
| 10.                      | "Lakehouse"                                                              | Nanna Bryndís Hilmarsdóttir, Ragnar Þórhallsson, Brynjar Leifsson                              | 5:42                     |
| 11.                      | "Yellow Light" (ends at 4:52; hidden song "Sinking Man" starts at 13:04) | Ragnar Þórhallsson                                                                             | 15:45                    |
| Tổng thời lượng:         | Tổng thời lượng:                                                         | Tổng thời lượng:                                                                               | 59:38                    |

| Universal Music Group re-issue | Universal Music Group re-issue | Universal Music Group re-issue                                                                                             | Universal Music Group re-issue |
| STT                            | Nhan đề                        | Sáng tác | Thời lượng                     |
| ------------------------------ | ------------------------------ | --- | ------------------------------ |
| 1.                             | "Dirty Paws"                   | | 4:38                           |
| 2.                             | "King and Lionheart"           | | 4:33                           |
| 3.                             | "Mountain Sound"               | Nanna Bryndís Hilmarsdóttir, Ragnar Þórhallsson, Arnar Rósenkranz Hilmarsson                                               | 3:35                           |
| 4.                             | "Slow and Steady"              | Nanna Bryndís Hilmarsdóttir, Ragnar Þórhallsson, Hilmarsson, Árni Guðjónsson, Brynjar Leifsson, Kristján Páll Kristjánsson | 5:01                           |
| 5.                             | "From Finner"                  | | 3:43                           |
| 6.                             | "Little Talks"                 | | 4:26                           |
| 7.                             | "Six Weeks"                    | | 5:34                           |
| 8.                             | "Love Love Love"               | | 3:58                           |
| 9.                             | "Your Bones"                   | | 4:09                           |
| 10.                            | "Sloom"                        | | 4:43                           |
| 11.                            | "Lakehouse"                    | | 4:35                           |
| 12.                            | "Yellow Light"                 | | 4:52                           |
| Tổng thời lượng:               | Tổng thời lượng:               | Tổng thời lượng: | 53:47                          |

| Universal Music Group re-issue; iTunes bonus tracks | Universal Music Group re-issue; iTunes bonus tracks | Universal Music Group re-issue; iTunes bonus tracks |
| STT                                                 | Nhan đề                                             | Thời lượng                                          |
| --------------------------------------------------- | --------------------------------------------------- | --------------------------------------------------- |
| 13.                                                 | "Numb Bears"                                        | 2:44                                                |
| 14.                                                 | "Little Talks" (music video)                        | 4:11                                                |

## Bảng xếp hạng và chứng nhận
| Chart (2012-2013)               | Peak position |
| ------------------------------- | ------------- |
| Australian Albums Chart         | 1             |
| Austrian Albums Chart           | 17            |
| Belgium Albums Chart (Flanders) | 14            |
| Belgium Albums Chart (Wallonia) | 45            |
| Canadian Albums Chart           | 4             |
| Danish Albums Chart             | 36            |
| Dutch Albums Chart              | 5             |
| French Albums Chart             | 55            |
| German Albums Chart             | 4             |
| Irish Albums Chart              | 1             |
| Italian Albums Chart            | 44            |
| New Zealand Albums Chart        | 4             |
| Norwegian Albums Chart          | 31            |
| Spanish Albums Chart            | 30            |
| Swedish Albums Chart            | 43            |
| Swiss Albums Chart              | 29            |
| UK Albums Chart                 | 3             |
| US Billboard 200                | 6             |
| US Alternative Albums           | 1             |
| US Rock Albums                  | 1             |

| Chart (2012)                    | Position |
| ------------------------------- | -------- |
| Belgian Albums Chart (Flanders) | 57       |
| Dutch Albums Chart              | 72       |

| Quốc gia              | Chứng nhận |
| --------------------- | ---------- |
| Úc (ARIA)             | Platinum   |
| Canada (Music Canada) | Platinum   |
| Đức (BVMI)            | Gold       |
| Ireland (IRMA)        | Gold       |
| Hoa Kỳ (RIAA)         | Gold       |